# Enrique Amorim

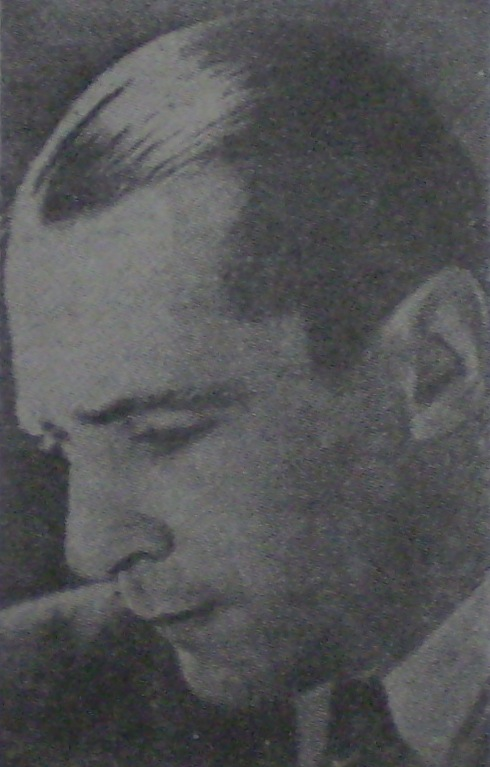
Enrique Amorim

Enrique Amorim (* 25. Juli 1900 in Salto; † 28. Juli 1960 ebenda) war ein uruguayischer Schriftsteller. Mit starker Heimat- und Naturverbundenheit und dem Blick für soziale Ungerechtigkeit gerüstet, schilderte er in seiner erzählenden Prosa vor allem das Leben der Gauchos und Landarbeiter in der Pampa oder in den Elendsvierteln Montevideos. Seine am meisten beachteten Romane sind La carreta (1929), El paisano Aguilar (1934) und El caballo y su sombra (1941). In vorgerücktem Alter schloss sich Amorim Uruguays Kommunistischer Partei an.

## Leben
Amorim wuchs im nördlichen Uruguay auf einer großen estancia (Rinderfarm) auf. Sein wohlhabender Vater war portugiesischer Herkunft. Amorim reiste ausgiebig in Europa und Lateinamerika und entwickelte Bekanntschaften und Freundschaften mit vielen der führenden Literaten seiner Zeit. Später ließ er sich in seinem Geburtsort ein von Le Corbusier entworfenes Haus errichten.
In den 1920er Jahren schrieb Amorim für das argentinische linksgerichtete Magazin Los Pensadores, das von der Druckerei Claridad publiziert wurde. Sowohl das Magazin als auch die Druckerei wurden mit der ebenfalls linksgerichteten Grupo Boedo assoziiert, die ihren Namen von dem Stadtteil Boedo in Buenos Aires bezogen hatte.
1947 trat Amorim offiziell der Kommunistischen Partei von Uruguay bei. Er war auch federführend bei der Errichtung eines Denkmals in Salto zu Ehren des spanischen Schriftstellers Federico García Lorca.
Obwohl er sich den brutalen und oft schmutzigen Realitäten des Landlebens widme, schreibt Harley D. Oberhelman, erzähle Amorim mit Zartheit und Mitgefühl von den betroffenen Menschen und auch der überwältigenden Schönheit der reglosen Landschaft.

## Werke

### Romane
- La carreta, 1929, deutsch Die Carreta (die Karre/das Fuhrwerk), Berlin 1937[5]
- El paisano Aguilar, 1934
- La edad despareja, 1938
- El caballo y su sombra (Das Pferd und sein Schatten), 1941[6]
- La luna se hizo con agua, 1944
- El asesino desvelado, 1946
- Feria de farsantes, 1952
- Eva Burgos, 1960

### Kurzgeschichtensammlungen
- Amorim, 1923
- Horizontes y bocacalles, 1926
- Tráfico, 1927
- La trampa del pajonal, 1928
- Del 1 al 6, 1932
- La plaza de las carretas, 1937
- Después del temporal, 1953

### Gedichte
- Veinte años, 1920
- Visitas al cielo, 1929
- Poemas uruguayos, 1935
- Dos poemas, 1940
- Primero de Mayo, 1949
- Quiero, 1954
- Sonetos de amor en verano, 1958

### Theaterstücke
- La segunda sangre, 1950
- Don Juan 38, 1958